# Europastraße 952
Die Europastraße 952 (kurz: E 952) ist eine von West nach Ost verlaufende Europastraße und führt ausschließlich durch Griechenland durch die Regionen Westgriechenland und Mittelgriechenland von Aktio, südlich von Preveza, am Ambrakischen Golf entlang. Hier teilt sich die E 952 mit der E 55 den Straßenverlauf der Nationalstraße 42 nach Vonitsa (innerhalb der Gemeinde Aktio-Vonitsa). In Amfilochia geht hier die E 951 ab. Hier geht es weiter auf der Nationalstraße 5 bis Agrinio. Hier wechselt die E 952 auf die Nationalstraße 38. Diese führt schließlich über Karpenisi nach Lamia. Hier trifft sie auf die E 65.
Der Ausbaustandard entspricht nicht überall den Vorgaben des AGR (European Agreement On Main International Traffic Arteries), der rechtlichen Grundlage des Europastraßennetzwerks.